# José Sola Arrondo
José de Calasanz Sola Arrondo (Fustiñana, Navarra, 27 de agosto de 1900 - Augsburgo, Alemania, 19 de septiembre de 1968) fue un jesuita y profesor de filosofía español.

## Biografía
Nació en Fustiñana (Navarra) el 27 de agosto de 1900 e ingresó en el noviciado de la Compañía de Jesús en Gandía (Valencia) el nueve de octubre de 1915, en la provincia jesuítica de Aragón.
Inició sus estudios como jesuita en el Monasterio de  Veruela (Zaragoza) ya que por aquellas fechas la Compañía de Jesús utilizaba el monasterio como casa de formación inicial para jóvenes aragoneses, vascos, navarros y valencianos.
Inició los estudios de  filosofía en Sarriá (Barcelona) en el Colegio Máximo San Ignacio, terminándolos en Vals-près-le-Puy (Francia).  Volvió a Barcelona para comenzar los estudios en teología  y cerró el ciclo de estos estudios en  la Universidad  ignaciana de Valkenburg aan de Geul (Países Bajos), donde coincidió con Josef de Vries, Antonio Uribe Uribe, Hugo Rahner, Karl Rahner José Antonio de Aldama y Pruaño, Jorge de Sajonia, entre otros.
Fue ordenado sacerdote  en la Compañía de Jesús, el 27 de agosto de 1930.
Con su tercera probación cerró su etapa de formación jesuita en Tournai (Bélgica).
Una vez acabado su periodo de formación, fue destinado en 1933 a la casa general de los jesuitas en Roma para trabajar en el Archivo de la Compañía. Ocho años duró su estancia en Roma donde se especializó en Paleografía y Diplomática. Durante este periodo convulso colaboró con la Santa Sede al servicio del papa Pio XII.
En 1941 su destino fue Barcelona, con el encargo de reanudar la publicación de la Revista de Espiritualidad Ignaciana Manresa fundada por los jesuitas en 1925 en Barcelona. Coordinó la docencia en las Facultades de Sarriá, San Cugat y Loyola con su trabajo pastoral, especialmente la dirección de ejercicios espirituales y con la publicación de algunos de sus trabajos en filosofía e investigación de documentos históricos.
Recopiló, estudió y publicó en 1948 Las cartas de San Francisco Javier anotadas y comentadas por él. En los años cincuenta publica sobre la metafísica de Aristóteles, así como también los comentarios de Santo Tomás a la metafísica de Aristóteles. Son obras orientadas a estudiantes y profesores.
En el verano de 1968 se traslada a París para investigar antiguos documentos en el archivo de la Biblioteca Nacional Francesa y de la Sorbona. A pesar de no sentirse con muchas fuerzas, continúa su programa y llega a mediados de septiembre a Augsburg, en Alemania, donde su estado de salud se agravó falleciendo el 19 de septiembre de 1968. Sus restos reposan en el cementerio de Pullach (Baviera)  junto a los de sus hermanos jesuitas alemanes.
Una de las calles de su pueblo natal, Fustiñana en Navarra,  lleva su nombre.  

## Publicaciones
- Morfología latina y nociones de sintaxis,[4] Imprenta A. Baiocco, Buenos Aires 1927
- Las cartas de san Francisco Javier.  Montaner y Simón, S.A.  Barcelona 1948[5]
- Metafísica de Aristóteles. Libro Gamma. Texto griego crítico y traducción.[6] Editorial Borgiana. Barcelona 1956[7]
- Aristóteles, hoy: el texto crítico de  la metafísica.  Revista Pensamiento 13 (49) p. 71-77 Universidad de Comillas. 1957
- Comentario de Santo Tomás al libro Gamma de la Metafísica.[8] Introducción texto del p. José Sola.[9]  Facultad de Filosofía S.I. de Loyola. 1958[7]